# Munidopsis hirsutissima
Munidopsis hirsutissima is een tienpotigensoort uit de familie van de Munidopsidae. De wetenschappelijke naam van de soort is voor het eerst geldig gepubliceerd in 1913 door Balss.